# Ту-22М
Ту-22М (условно наименование на НАТО - Backfire) е съветски свърхзвуков ракетоносец-бомбардировач с променлива геометрия на крилата. Въпреки означението си, самолетът не е модернизация на Ту-22.

## История на създаването и бойна биография
Успешните проекти с изменяема стреловидност на крилата МиГ-23 и Су-17 повлияват съществено за създаването на нов бомбардировач, базиран на Ту-22. Първият прототип на Ту-22М е обозначен като „Самолет 145“ и е базиран на оръжейната система на предшественика си Ту-22. Продукцията започва през 1967, а последният самолет е сглобен 30 години по-късно – през 1997. Общо за този период са произведени 497 бройки в различните му модификации.
Ту-22М постъпва на въоръжение в стратегическата авиация на съветските ВВС през 1974. В същата година бомбардировачът е приет и в съветската морска авиация. През 70-те Ту-22М извършва няколко симулирани атаки срещу американски самолетоносачи. Самолетът неколкотратно навлиза във въздушното пространство и на Япония.
Първото бойно използване на Ту-22М е по време на съветската война в Афганистан. В периода 1987-1989 самолетът бомбардира различни цели с конвенционални боеприпаси.
Самолетът е използван и при бомбардировките над Грозни по време на първата война в Чечня. Според шведски военни, на 23 март 2013 двойка Ту-22М3, подкрепена от изтребители Су-27 симулира нападение над Швеция, а шведските ВВС не успяват да реагират навреме.

## Въоръжение
Ракетното въоръжение на Ту-22М3 се състои от една ракета (под фюзелажа) или две ракети (под крилото) Х-22Н, предназначена да унищожава големи наземни или морски цели от разстояние 240 – 500 км. Освен това бомбардировачът е въоръжен с хиперзвукова ракета с малък обсег за унижожение на стационарни наземни цели или радио-локационни станции (РЛС). Шест ракети от този тип могат да се разположат във фюзелажа и още четири на външни точки на окачване под фюзелажа и крилото.
Бомбите, които Ту-22М3 може да носи са както конвенционални, така и ядрени. Общата им маса може да достигне 24 000 кг.

## Модификации
- Ту-22М0 – На 28 ноември 1967 година Съвета на министрите на СССР издава постановление № 1098—378, според което на ОКБ Туполев се възлага задачата да проектира модификация на Ту-22К под означението Ту-22КМ с крило с изменяща се геометрия и два двигателя „НК-144“. Така е поставена началото на проекта за създаване на Ту-22М.
- Ту-22М2 – Това е първата масова модификация на самолета. По-важните промени включват удължени крила и нови въздухозаборници по примера на F-4 Phantom.
- Ту-22М3 – Тази модификация прави първия си полет през 1976 и е приета на въоръжение през 1983. Новостите при нея са нови по-мощни двигатели „Кузнецов НК-25“, въздухозаборник подобен на този при МиГ-25, по-мощен радар, подобрена навигационна и прицелна системи.
- Ту-22М3М – Модернизация на М3 варианта. Включва използването на по-голям спектър оръжия, модернизация на радио-електронното оборудване, намаляване радиолокационната забележимост на самолета и подобряване на неговите аеродинамични качества. До 2020 година Руските ВВС планират да модернизират 30 самолета до този стандарт.

## Страни притежаващи Ту-22М

### Настоящи
- Русия: 151 (по данни от декември 2010)
- Руски ВВС: 93
- Морска авиация – 58

### Бивши
- Украйна - последно Ту-22М3 унищожено през 2006г
- СССР (Русия като първонаследник)

## Тактико-технически характеристики (Ту-22М3)

### Габаритни характеристики
- Размах на крилете при стреловидност 20°: 34,28 m
- Размах на крилете при стреловидност 65°: 23,30 m
- Дължина: 42,4 m
- Височина: 11,05 m
- Тегло 
  - Празен: 54 000 kg
  - Максимална излетна маса: 124 000 kg
- Екипаж: 4

### Технически характеристики
- Тяга
  - форсажна: 2 х 245,2 kN
- Макс. скорост
  - на височина:	2000 km/h (Мах 1,88)
- Обсег: 6800 km
- Боен радиус: 2400 km
- Скороподемност: 15 m/s
- Таван на полета: 13 300 m
- Тяговъоръженост: 0,40
- Двигател: 2х Кузнецов НК-25, с тяга от 245,2 kN всеки